# Primulina cordata
Primulina cordata là một loài thực vật có hoa trong họ Tai voi (Gesneriaceae). Loài này được W.T.Wang mô tả khoa học đầu tiên năm 1981 dưới danh pháp Chirita cordifolia. Tháng 7 năm 2011, Mich.Möller & A.Weber chuyển nó sang chi Primulina với danh pháp như đề cập trong bài, do danh pháp Primulina cordifolia đã được Yin Z.Wang sử dụng từ tháng 1 năm 2011. Lưu ý rằng loài Primulina cordifolia (D.Fang & W.T.Wang) Yin Z.Wang, 2011 trước năm 2011 có danh pháp là Chiritopsis cordifolia D.Fang & W.T.Wang, 1982, không phải Chirita cordifolia W.T. Wang, 1981, mặc dù chúng đều được tìm thấy ở tỉnh Quảng Tây, Trung Quốc.